# Luminosité d'accrétion
Pour les articles homonymes, voir Luminosité (homonymie).
En astronomie, la luminosité d'accrétion est la puissance rayonnée sous forme d'ondes électromagnétiques par suite d'un processus d'accrétion, c'est-à-dire de chute de matière sur un astre, en général un objet compact. Cette matière peut faire partie du milieu interstellaire ou d'un autre astre, en général une étoile.
La luminosité d'accrétion dépend en général de deux paramètres : la compacité de l'objet accréteur, et le taux d'accrétion. Plus ces deux quantités sont élevées, plus la luminosité d'accrétion l'est.

## Formule
La luminosité d'accrétion Lacc est donné par la formule suivante :
{\displaystyle L_{\rm {acc}}={\frac {\eta \Xi }{2}}{\dot {M}}c^{2}},
où :
- Ξ est la compacité de l'objet, c'est-à-dire le rapport de la taille qu'aurait cet objet s'il était un trou noir à la taille réelle de l'objet,
- {\displaystyle {\dot {M}}} est le taux d'accrétion,*
- c la vitesse de la lumière,
- η est l'efficacité d'accrétion. En pratique, elle est toujours égale à 1, sauf dans le cas d'un trou noir où sa valeur est essentiellement déterminée par le moment cinétique du trou noir.

### Cas des trous noirs
La valeur de l'efficacité d'accrétion η dépend essentiellement de la proximité de la dernière orbite circulaire stable d'un objet autour d'un trou noir. En effet, les effets de dissipation visqueuse antérieure à la chute de la matière dans le trou noir ne peuvent avoir lieu que dans un disque d'accrétion, dont le bord interne est lui-même limité par la structure du champ gravitationnel au voisinage du trou noir. En effet, celui-ci est tel qu'il n'existe pas d'orbite circulaire arbitrairement proche du bord (c'est-à-dire de l'horizon du trou noir). La délimitation de la dernière orbite circulaire stable se fait en tenant compte de la masse et du moment cinétique du trou noir. Dans le cas d'un trou noir sans moment cinétique (dit trou noir de Schwarzschild), la dernière orbite circulaire stable est assez éloignée du trou noir et l'efficacité d'accrétion est faible, de l'ordre de 5,7 %. Dans le cas où le moment cinétique est maximal (trou noir de Kerr extrémal, elle atteint jusqu'à 42 %).

## Limites de la luminosité d'accrétion
Pour un objet donné, la luminosité d'accrétion ne peut excéder une certaine valeur, c'est-à-dire que le taux d'accrétion {\displaystyle {\dot {M}}} ne peut être aussi grand que possible. Il existe en effet une limite physique au flux d'énergie qui peut être issu de l'objet accréteur, car au-delà de celui-ci, la pression de radiation produite par la luminosité d'accrétion est suffisante pour contrebalancer l'effet de la gravité qui attire la matière accrétée. Cette limite de la luminosité d'accrétion est appelée luminosité d'Eddington, ou limite d'Eddington, du nom du célèbre astrophysicien britannique Arthur Eddington.